# Lars Magnus Kinnander (1742–1832)
Lars Magnus Kinnander, född 23 augusti 1742 i Eksjö, död 12 oktober 1832 i Vadstena, han var en svensk kyrkoherde i Vadstena församling.

## Biografi
Kinnander föddes 23 augusti 1742 i Eksjö. Han var son till kyrkoherden Ericus Laurentii Kinnander i Lommaryds församling. Hösten 1759 blev Kinnander student vid Uppsala universitet. 1765 blev han filosofie kandidat. magister 15 juni 1767. Han blev 14 mars 1770 kollega i Linköping och gymnasieadjunkt där 25 september 1776. Han prästvigdes 8 november 1774 och tog pastoralexamen 25 juni 1777. Kinnander blev 22 januari 1783 kyrkoherde i Svanshals församling och tillträdde där 1784. Den 25 januari 1787 blev han prost. 16 juni 1800 blev han teologie doktor. Kinnander blev 9 mars 1802 kyrkoherde i Vadstena församling (tillträde först 1803) och kontraktsprost 29 juli 1807 i Dals kontrakt. Han blev stiftets senior 19 september 1823. Kinnander avled 12 oktober 1832 i Vadstena och begravdes 26 oktober samma år.
Han var preses vid prästmötet 1797 och riksdagsman 1810. 1829 blev han ledamot av Nordstjärneorden.

### Familj
Kinnander gifte sig 31 augusti 1779 med Catharina Charlotta Calén (1761-1824). Hon var dotter till en kyrkoherde i Kättilstads församling. De fick tillsammans barnen Anna Maria, Catharina Charlotta, Eric (1784-1786), Isak Herman, Apollonia, Lars Eric (1788-1788), Carl Gustaf (1789-1877), Lars Magnus och Erik Wilhelm.